# Klonówko
Klonówko (deutsch Hedwigshöhe) ist eine Ortsstelle in der polnischen Woiwodschaft Ermland-Masuren und liegt im Gebiet der Gmina Dąbrówno (Landgemeinde Gilgenburg) im Powiat Ostródzki (Kreis Osterode in Ostpreußen).

## Geographische Lage
Klonówko liegt im äußersten Südosten des Landschaftsschutzpark Kernsdorfer Höhen (polnisch Park Krajobrazowy Wzgórz Dylewskich) im Südwesten der Woiwodschaft Ermland-Masuren, 24 Kilometer südlich der Kreisstadt Ostróda (deutsch Osterode in Ostpreußen).

## Geschichte
Vor 1945 war Hedwigshöhe eine große zum Klonauer Forst gehörende Försterei und als Vorwerk zum Gut Klonau (polnisch Klonowo) ein Wohnplatz des Gutsdorfs.
Seit 1945 zu Polen gehörend bildete man eine Siedlung (polnisch Kolonia), die zur Gmina Dąbrówno im Powiat Ostródzki gehört, bis 1998 der Woiwodschaft Olsztyn, seither der Woiwodschaft Ermland-Masuren zugeordnet. Auf der Ortsstelle befindet sich kein Gebäude.

## Kirche
Bis 1945 war Hedwigshöhe in die evangelische Kirche Marwalde (polnisch Marwałd) in der Kirchenprovinz Ostpreußen der Kirche der Altpreußischen Union eingepfarrt. Seither gehört Klonówko zur Kirche in Gardyny ((Groß) Gardienen), einer Filialkirche der Heilig-Kreuz-Gemeinde Nidzica (Neidenburg).
Die römisch-katholischen Einwohner gehörten vor 1945 zur Pfarrgemeinde Gilgenburg (polnisch Dąbrówno). Jetzt ist Klonówko der Mariä-Himmelfahrt-Kirche Marwałd im Erzbistum Ermland zugeordnet.

## Verkehr
Klonówko ist von Klonowo (Klonau) sowie von Jagodziny (Ketzwalde) aus auf jeweils direktem Wege zu erreichen. Von 1910 bis 1945 war Klonau die nächste Bahnstation. Sie lag an der Strecke Osterode–Soldau.